# Madam Yoko
Madam Yoko, född 1849, död 1906, var regerande drottning för Mendefolket i Sierra Leone.
Genom en kombination av släktskap, fördelaktiga äktenskap och status, som hon vunnit i den hemliga kvinnoföreningen Sande society, blev Yoko en ledare med avsevärt inflytande. Vid hennes död hade Mendefolket utvidgat sitt territorium avsevärt.

## Biografi
Yoko, eller Soma som hon kallades som barn, var dotter till en krigare, hövding över Mendefolket. Hon var vacker, och genom att tillhöra Sandesällskapet och fördelaktiga giftermål med flera hövdingar fick hon hög status. Efter den andra makens död gifte hon sig med en vän till ex-maken, som var chef över Senehun-folke i väster. Maken kom i konflikt med engelsmän i Freetown och blev arresterad. Yoko använde sitt intellekt och skönhet för att få sin make fri. Hennes man upphöjde henne till sin första fru och skickade henne till engelsmännen för att förhandla om självstyre.
Efter makens död blev hon ledare över Senegalfolket. I hemlighet samarbetade hon med Freetown, och 1898 accepterades hon över alla hövdingadömen. Hennes rike var då dubbelt så stort som faderns Mendefolk.